# 地主補償問題
地主補償問題（じぬしほしょうもんだい）とは、戦後の農地改革で土地を失った旧地主に対する補償に関する問題。
戦後の農地改革に対する地主達の反発は根強く、中には旧小作地や小作料の没収を図るために場合によっては非合法手段を図った者もあったが、その多くが農地委員会への異議申し立てや行政訴訟などに訴えた。特に農地改革は日本国憲法第29条第3項の「公共のため」に当たらず、また買収価格が当時の地主採算価格でなされたとは言え、同時期に発生していたインフレーションの水準を考えれば、実態としては非常に低い価格であるとして違憲訴訟を起こした地主の例もあった。しかし、GHQによる占領終了後の1953年12月23日に出された最高裁判所の判決で農地改革が合憲であるとの判断が出されたことから、日本政府並びに農林省に対して補償を求める動きが旧地主らの間で高まった。

## 日本政府の対応
1965年に「農地被買収者に対する給付金の交付に関する法律」が制定（6月3日公布）され、その結果旧地主に対して10年償還の無利子国債によって追加補償がされることになった。水田10アールあたりを2万円を最高として買収面積に応じて漸減する計算式で算定された補償額（最高100万円まで）を国債の形で給付されることになった。
その結果、個人が約107万人、団体・法人が約9万2千が対象とされ、総額で1,237億円が国債によって交付されることになった。これによって旧地主による補償運動は終結し、農地改革の結果が一応は認められることとなったのである。